# Georg Bürklen
Georg Bürklen (* 29. Juli 1956) ist ein ehemaliger deutscher Fußballspieler, der im offensiven Mittelfeld positioniert war.
Bürklen absolvierte in der Saison 1975/1975 ein Zweitligaspiel für den Karlsruher SC, aus dessen Jugend er in den Kader übernommen worden war. Ende der 1980er-Jahre trainierte er den unterklassigen Verein ESG Frankonia Karlsruhe.